# تئاتر سیاه
تئاتر سیاه (که در زبان چکی به آن «černé divadlo» می‌گویند) یا تئاتر نور سیاه، سبکی از اجرای تئاتر است که با استفاده از تئاتر جعبه سیاه همراه با خطای دید نور سیاه شناخته می‌شود. این شکل از تئاتر از آسیا سرچشمه می‌گیرد و در بسیاری از نقاط جهان یافت می‌شود. این سبک به یک تخصص پراگ تبدیل شده است و بسیاری از تئاترهای این شهر از آن استفاده می‌کنند.
ویژگی‌های متمایز «تئاتر سیاه» استفاده از پرده‌های سیاه، صحنه تاریک و «نور سیاه» (نور فرابنفش) همراه با لباس‌های فلورسانس برای ایجاد توهمات بصری پیچیده است. این تکنیک «کابینت سیاه» توسط ژرژ ملی‌یس و انقلابی تئاتر کنستانتین استانیسلاوسکی (به ویژه در تولید او از «کین»Cain) استفاده شد. این شگرد، همراه با هنر بیانی رقص، هنرمند میم و آکروباتیک بازیگران، قادر به خلق منظره‌های قابل توجهی است.

## اصول بصری
یک اصل مهم در تئاتر نور سیاه این است که چشم انسان نمی‌تواند اشیاء سیاه را از پس‌زمینه سیاه تشخیص دهد. به همین دلیل، هر شیءی که با «نور سیاه» روشن نشود، عملاً نامرئی می‌شود.
دومین اصل مهم در این نوع تئاتر، اثر نور فرابنفش بر روی اجسام شب‌تاب است. نورهای سیاه به اندازه نورهای معمولی نور دارند، اما این نور در فرکانسی است که برای چشم انسان قابل دیدن نیست. بیشتر اجسام نور فرابنفش را جذب می‌کنند یا آن را با همان فرکانس ورودی منعکس می‌کنند، اما اجسام شب‌تاب، نور فرابنفش را جذب کرده و آن را در طول موج بلندتری که برای چشم انسان قابل دیدن است، منتشر می‌کنند.
ترکیب این دو اصل به طراحان اجازه می‌دهد تا برخی اشیا را بسیار روشن، انگار که اتاق کاملاً روشن است، و برخی دیگر را بسیار تاریک، انگار که اتاق کاملاً تاریک است، نشان دهند.

## تاریخچه
«ترفند جعبه سیاه» استفاده از بازیگران لباس سیاه در یک فضای بازی تاریک، از هزاران سال پیش در چین باستان، زمانی که شعبده‌بازان برای امپراتور اجرا می‌کردند، استفاده می‌شده است. ژاپن این تکنیک را در بونراکو خود با پوشیدن لباس سیاه توسط عروسک‌گردانان توسعه داد تا بر روی عروسک تأکید کامل شود. در تئاتر مدرن، ترفند جعبه سیاه توسط کارگردان روسی کنستانتین استانیسلاوسکی، کارگردان فیلم ژرژ ملی‌یس و کارگردانان آوانگارد فرانسوی مختلف در دهه ۱۹۵۰ اتخاذ شد. از جمله این کارگردانان، جورج لافای یکی از پیشگامان اولیه کابینت سیاه شد. اما همه این کارگردانان از ترفند ساده کابینت سیاه برای چند لحظه در طول نمایش خود استفاده می‌کردند، بیشتر برای اینکه چیزی روی صحنه ناپدید شود.
ییرژی سرنتس، پدر تئاتر مدرن نور سیاه، اصول کابینت سیاه را به شکلی که امروزه می‌شناسیم، بنیان نهاد. او محل قرارگیری نورافکن‌ها و نورهای فرابنفش، استفاده از مخمل سیاه برای جذب نورهای اضافی در صحنه و حتی نام «تئاتر نور سیاه» را ابداع کرد. به این ترتیب، او اولین تئاتر نور سیاه جهان را خلق کرد. اولین اجرای گروه او در سال ۱۹۵۹ در وین بود و پس از شرکت در جشنواره تئاتر ادینبورگ در سال ۱۹۶۲ به شهرت رسید. پس از آن، گروه‌های دیگری نیز با استفاده از تکنیک جعبه سیاه به وجود آمدند و موج جدیدی در این سبک تئاتری ایجاد کردند.
از آن زمان، پراگ با حدود ۱۰ گروه تئاتری نور سیاه به خانه تئاتر نور سیاه تبدیل شده است.
یکی دیگر از گروه‌های تئاتر نور سیاه معروف، هیلتHILT پراگ است که اجراهایشان بر پایه موسیقی و رقص‌های مدرن است و آواز زنده هم در آن اجرا می‌شود. این گروه در سال ۲۰۰۶ توسط تئودور هوی‌دِکر، رقصنده، طراح رقص، کارگردان و آهنگساز اهل چک، تأسیس شد. در سال ۲۰۱۶، این گروه سبکی جدید از تئاتر نور سیاه به نام «تئاتر فیلم سایه» را ابداع کرد. در این سبک، علاوه بر نمایش‌های معمول تئاتر نور سیاه، رقصندگان و بازیگران با سایه‌های خودشان روی پرده نمایش بازی می‌کنند و تصاویری از مکان‌های واقعی هم بر روی پرده نمایش داده می‌شود.
در آلمان، راینر پاولکه تفسیر خود از تئاتر سیاه را برای اولین بار در سال ۱۹۸۰ در یک نمایش صحنه‌ای ارائه کرد. این نمایش با همکاری دانشجویانش در دانشگاه رگنسبورگ توسعه یافت و پیش‌زمینه پروژه تئاتر ورزشی آموزشی تراوم‌فابریکTraumfabrik بود. این پروژه در دهه ۱۹۸۰ بسیار محبوب شد و در تلویزیون آلمان هم نمایش داده شد. تراوم‌فابریک هنوز هم هر سال با ۴۰ نمایش، از جمله نمایش‌های تئاتر نور سیاه، تور برگزار می‌کند. راینر پاولکه همچنین کتابی با عنوان  «تئاتر سیاه در تراوم‌فابریک»"Schwarzes Theater aus der Traumfabrik" نوشت تا بینش خود را در مورد تئاتر سیاه به اشتراک بگذارد.

## رقص مدرن در تئاتر سیاه
در سال ۱۹۸۹، تئاتر ایمجImage توسط ایوا آستروا (عضو سابق گروه باله معروف پاول اسموک در چک) و الکساندر چیهار تأسیس شد. آن‌ها جنبه‌های جدیدی مانند رقص مدرن و بازیگری بدون کلام را به جلوه‌های تئاتر نور سیاه اضافه کردند. ایوا آستروا، مدیر هنری تئاتر، به دنبال ایجاد یک ظاهر منحصر به فرد برای صحنه‌های نمایش است. در این تئاتر، تماشاگران هم اغلب بخشی از اجرا می‌شوند. نمایش‌های تئاتر ایمج همگی از آثار خود گروه هستند. علاوه بر ایوا آستروا، نویسندگان دیگری مانند یوزف تیچی، پتر لیشکا، رنه پیش و زدینک زدینک نیز در اجراهای تئاتر ایمج همکاری می‌کنند. از زمان تأسیس، تئاتر ایمج ده اجرای متفاوت را ارائه کرده است و در هر یک از آن‌ها، جلوه‌های جدیدی از تکنیک نور سیاه را به کار گرفته است. شاعرانگی جادویی، بازیگوشی و شوخ‌طبعی از مهم‌ترین ویژگی‌های این گروه است.
تئاتر ایمج با ۲۲ سال تجربه در زمینه تئاتر نور سیاه پراگ، علاوه بر اجراهای منظم در پراگ، در سطح بین‌المللی نیز به اجرای برنامه می‌پردازد (کره، هنگ کنگ، ماکائو، اسرائیل، ترکیه، هند، لبنان، یونان، آلمان، فرانسه، ایتالیا، سوئیس، بلژیک، مجارستان، اسلواکی و قبرس).

## تئاتر سیاه امروزه

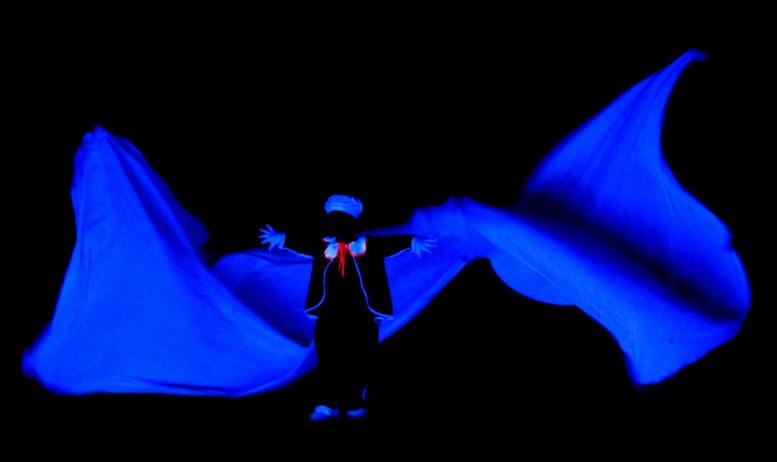
به دلیل لباس ویژه، تنها قسمت‌هایی از بدن این مجری نمایش دیده می‌شود.

امروزه گروه‌های تئاتر نور سیاه زیادی در خارج از پراگ (مانند مجارستان، اوکراین، آلمان و آمریکا) نیز وجود دارند که سعی می‌کنند نمایش‌هایی مشابه تئاترهای نور سیاه پراگ را اجرا کنند. سبک تئاتر نور سیاه در پراگ به سبک قرن بیستم تغییر کرده است - رقص مدرن به آن اضافه شده، طراحی لباس‌ها جذاب‌تر شده و نمایش‌ها موسیقایی‌تر شده‌اند. پراگ همچنان خانه تئاتر نور سیاه است و صدها هزار گردشگر هر ماه از نمایش‌های آن دیدن می‌کنند.
هیلتHILT، تئاتر نور سیاه تئودور هوی‌دِکر، اولین تئاتری بود که آواز زنده را در نمایش نور سیاه اجرا کرد. محبوب‌ترین نمایش موزیکال این تئاتر، «رؤیای ژولیت» بود که اولین بار در ۱۴ فوریه ۲۰۱۲ در پراگ اجرا شد. همه اعضای هیلت در تئاترهای سیاه پراگ تجربه دارند و این گروه در حال کار بر روی سبک جدیدی از تئاتر سیاه است. بنیانگذار و کارگردان آن، تئودور هوی‌دِکر، در ابتدا یک رقصنده بود که بعداً به این سبک تئاتری روی آورد. تجربیات او از پراگ، اسلواکی، آلمان، مالت، یونان، آمریکای جنوبی و هند نشأت می‌گیرد.
از ۸ آوریل ۲۰۱۵، هیلت نمایش جدید «شبح» را اجرا می‌کند که اولین نسخه تئاتر سیاه در جهان از شخصیت مرموز شبح است. تئاتر سیاه هیلت بخش جدیدی از تاریخ خود را در تئاتر رویال پراگ آغاز می‌کند. در سال ۲۰۱۶، هیلت اولین «تئاتر فیلم سایه» با نمایش سیندرلا را ارائه کرد.
در سال ۲۰۱۷، هیلت به تئاتر محبوب «او والشو»U Valšů پراگ در مرکز پراگ قدیمی نقل مکان کرد. در ۲ ژوئن ۲۰۱۷، آن‌ها بهترین نمایش خود به نام شبح (بهترین نمایش‌های ۲۰۰۷–۲۰۱۷) را که ترکیبی از تئاتر نور سیاه، تئاتر سایه و نمایش است، ارائه کردند. این نمایش تنها تئاتر چک و تنها تئاتر نور سیاه بود که در هشتمین المپیاد جهانی تئاتر ۲۰۱۸ در هند ارائه شد.

## در اجرا

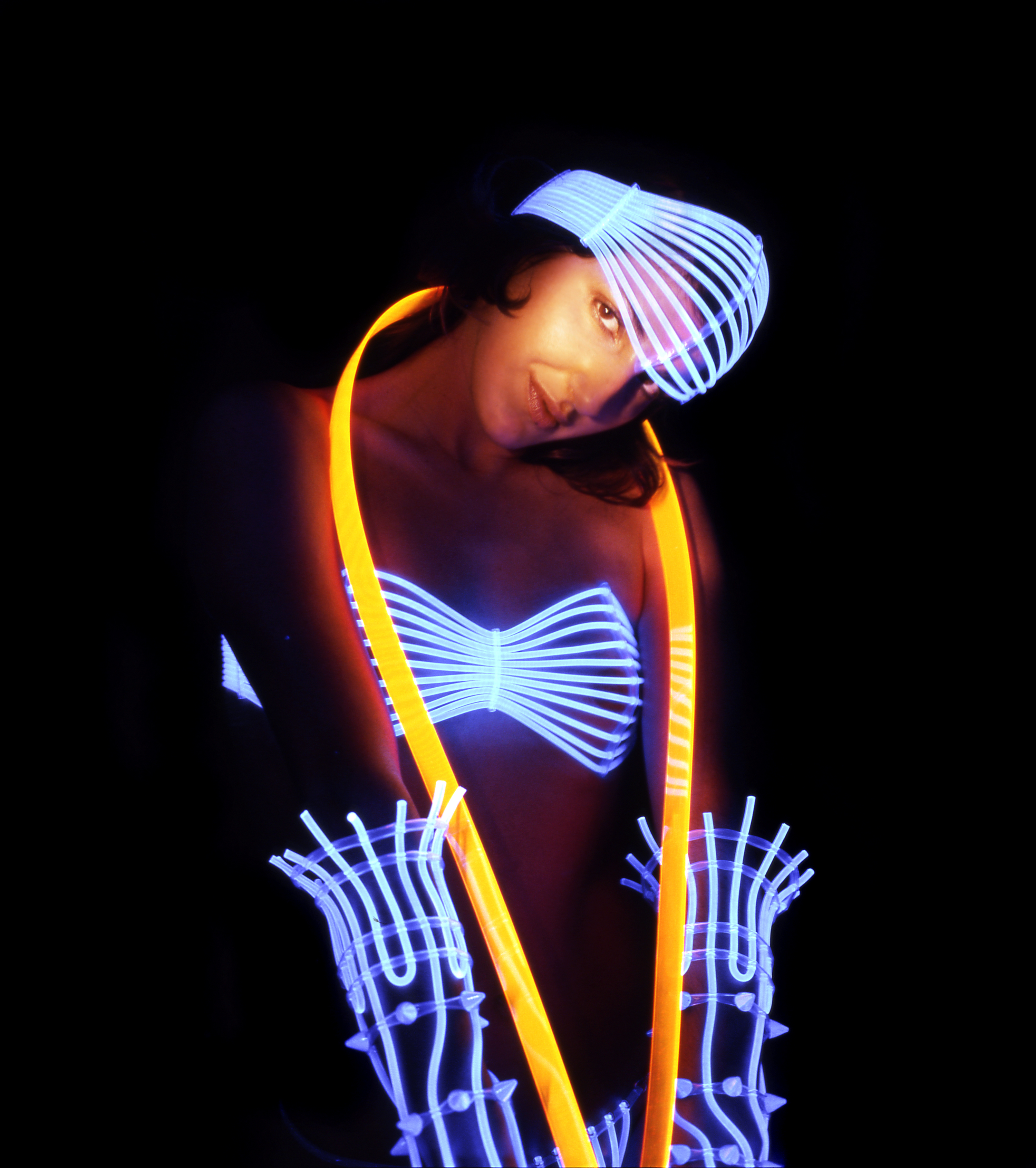
لباس شب‌تاب در زیر نور فرابنفش. ایجاد شده توسط هنرمندی با نام هنری بیو بیاند.

تأثیر تئاتر سیاه به بازیگران نامرئی اجازه می‌دهد تا اشیاء قابل مشاهده را حرکت دهند و این اشیاء را به بازیگران مستقلی در تئاتر تبدیل کنند که در سطحی برابر با بازیگران انسانی قرار می‌گیرند. علاوه بر این، ظهور اشیاء و بازیگران در یک اجرا می‌تواند ناگهانی باشد و در هر نقطه از صحنه، حتی در فاصله چند متری یک تماشاگر رخ دهد. برای دستیابی به این اثر، ایجاد یک میدان قوی از نور فرابنفش (یو-وی) در کل فضای بازی ضروری است. از آنجایی که شدت نور ساطع شده از یک منبع معمولی «نور سیاه» با افزایش فاصله از منبع به‌طور قابل توجهی کاهش می‌یابد، پوشش کل فضای تئاتر با نور فرابنفش نیازمند این است که منابع «نور سیاه» در فاصله یک متری از هم قرار گیرند یا نور بسیار بیشتری نسبت به یک «نور سیاه» معمولی ساطع کنند. نکته مهم دیگر این است که از آنجایی که بیشتر فضا کاملاً تاریک است و این نوع تئاتر تا حد زیادی مبتنی بر رقص است، یک حرکت اشتباه توسط یک اجراکننده می‌تواند تأثیر منفی بر کل تولید بگذارد. به همین دلیل، بازیگران به‌طور گسترده و ویژه برای محیط تئاتر نور سیاه آموزش می‌بینند.
تئاتر نور سیاه امروزی اغلب شامل بسیاری از دستگاه‌های بسیار فنی، علاوه بر تکنیک استاندارد «نور سیاه» است. این دستگاه‌ها می‌توانند شامل اجراکنندگان «پرواز»، رقصندگان در لباس‌های ال‌ئی‌دی (دیود نورافشان)، نمایشگرهای بزرگ ویدیویی و حتی عروسک‌های عظیم باشند. این دستگاه‌های فنی نقش مهمی در محبوبیت جهانی تئاتر نور سیاه دارند. از آنجایی که مهم‌ترین عناصر آن کاملاً بصری هستند، مخاطبان در سراسر جهان می‌توانند بیشتر اجراهای تئاتر نور سیاه را درک کنند. نتیجه مورد نظر، یک اثر نمایشی است که تماشای باشکوه را با هنر زیبا و متحرک ترکیب می‌کند. شرکت‌های بزرگی که در حال حاضر تئاتر نور سیاه تولید می‌کنند عبارتند از: تئاتر سرنتسSrnec، هیلت، تئاتر تا فانتاستیکاTa Fantastika، تئاتر ایمج، تئاتر مترو و تئاتر آل کالرزAll Colors.